# Wachholder (Küps)
Wachholder ist ein Gemeindeteil des Marktes Küps im Landkreis Kronach (Oberfranken, Bayern).

## Geographie
Die ehemalige Einöde ist mittlerweile in der Ortsstraße Wachholder des Gemeindeteils Schmölz aufgegangen.

## Geschichte
Gegen Ende des 18. Jahrhunderts gehörte Wachholder zur Realgemeinde Schmölz. Das Hochgericht übte das Rittergut Schmölz im begrenzten Umfang aus. Es hatte ggf. an das bambergische Centamt Burgkunstadt-Marktgraitz auszuliefern. Das Rittergut Schmölz war zugleich Grundherr des Gütleins.
Mit dem Gemeindeedikt wurde Wachholder dem 1808 gebildeten Steuerdistrikt Schmölz und der 1818 gebildeten Ruralgemeinde Schmölz zugewiesen. Am 1. Mai 1978 wurde Wachholder im Zuge der Gebietsreform in Bayern in die Gemeinde Küps eingegliedert.

### Einwohnerentwicklung
| Jahr      | 001818 | 001861 | 001871 | 001885 | 001900 | 001925 | 001950 | 001961 | 001970 | 001987 |
| Einwohner |        | 6      | 8      | 5      | 4      | 10     | 11     | 6      | 7      | 5      |
| Häuser    | 1      |        |        | 1      | 1      | 1      | 1      | 1      |        | 2      |
| Quelle    | [ 5 ]  | [ 7 ]  | [ 8 ]  | [ 9 ]  | [ 10 ] | [ 11 ] | [ 12 ] | [ 13 ] | [ 14 ] | [ 1 ]  |

## Religion
Die Protestanten sind nach St. Laurentius (Schmölz) gepfarrt und die Katholiken nach Heiligste Dreifaltigkeit (Theisenort).